# After Dark Films
After Dark Films este o companie de producție și un distribuitor american de filme de groază, originale și filme de acțiune care a fost fondată de regizorul canadian Courtney Solomon.

## Istorie
Compania este organizatorul festivalului anual independent de film de groază After Dark Horrorfest, cunoscut și sub numele de 8 Films to Die For - 8 Filme pentru care ai muri. La 30 martie 2010, compania a fondat After Dark Originals împreună cu Lionsgate și Syfy. Pe 2 martie 2012, After Dark Films a anunțat After Dark Action, o serie de filme de acțiune.

## Filmografie

### After Dark Horrorfest
| Titlu                               | Lansare |
| ----------------------------------- | ------- |
| The Abandoned                       | 2006    |
| Dark Ride                           | 2006    |
| The Gravedancers                    | 2006    |
| The Hamiltons                       | 2006    |
| Penny Dreadful                      | 2006    |
| Reincarnation                       | 2006    |
| Snoop Dogg's Hood of Horror         | 2006    |
| Unrest                              | 2006    |
| Wicked Little Things                | 2006    |
| Borderland                          | 2007    |
| Crazy Eights                        | 2007    |
| The Deaths of Ian Stone             | 2007    |
| Lake Dead                           | 2007    |
| Mulberry Street                     | 2007    |
| Nightmare Man                       | 2007    |
| Tooth & Nail                        | 2007    |
| Unearthed                           | 2007    |
| Frontier(s)                         | 2007    |
| Autopsy                             | 2008    |
| The Broken                          | 2009    |
| The Butterfly Effect 3: Revelations | 2009    |
| Dying Breed                         | 2009    |
| From Within                         | 2009    |
| Perkins' 14                         | 2009    |
| Slaughter                           | 2009    |
| Voices                              | 2009    |
| Dread                               | 2011    |
| The Final                           | 2011    |
| The Graves                          | 2011    |
| Hidden                              | 2011    |
| Kill Theory                         | 2011    |
| Lake Mungo                          | 2011    |
| The Reeds                           | 2011    |
| ZMD: Zombies of Mass Destruction    | 2011    |
| Murder in the Dark                  | 2015    |
| Wind Walkers                        | 2015    |
| Suspension                          | 2015    |
| Unnatural                           | 2015    |
| The Wicked Within                   | 2015    |
| Re-Kill                             | 2015    |
| Lumberjack Man                      | 2015    |
| Bastard                             | 2015    |

### After Dark Originals
| Titlu                 | Lansare |
| --------------------- | ------- |
| Fertile Ground        | 2011    |
| 51                    | 2011    |
| Husk                  | 2011    |
| Prowl                 | 2011    |
| Seconds Apart         | 2011    |
| Scream of the Banshee | 2011    |
| The Task              | 2011    |
| Red Clover            | 2012    |
| Children of Sorrow    | 2012    |
| Dark Circles          | 2013    |
| Sanatorium            | 2013    |
| Ritual                | 2013    |
| Mischief Night        | 2014    |
| Bedlam                | 2015    |
| Asylum                | 2015    |
| House Keeping         | 2015    |

### After Dark Action
| Titlu                   | Lansare |
| ----------------------- | ------- |
| Dragon Eyes             | 2012    |
| El Gringo               | 2012    |
| Philly Kid              | 2012    |
| Stash House             | 2012    |
| Transit                 | 2012    |
| Getaway                 | 2013    |
| Enemies Closer          | 2014    |
| The Woman in the Window | 2019    |

### Alte filme distribuite
| Titlu                      | Lansare |
| -------------------------- | ------- |
| Fierce People              | 2005    |
| An American Haunting       | 2006    |
| Skinwalkers                | 2006    |
| Wristcutters: A Love Story | 2006    |
| Captivity                  | 2007    |
| Beyond a Reasonable Doubt  | 2009    |
| Bullet to the Head         | 2013    |

## Legături externe
- After Dark Films
- After Dark Originals
- After Dark Action Arhivat în 6 decembrie 2019, la Wayback Machine.
- After Dark Films la Internet Movie Database

## Vezi și
- Dark Castle Entertainment